# Дарби, Абрахам II
Абрахам Дарби II (англ. Abraham Darby II; 12 мая 1711, Коулбрукдейл, Шропшир — 31 марта 1763) — английский промышленник и металлург. Сын Абрахама Дарби I. Отец Абрахама Дарби III. В 1735 году впервые в истории доменного производства выработал доменную плавку полностью на коксе, без примеси древесного угля.
Как и его отец, Абрахам Дарби II был квакером. С 1730 года стал председателем чугунолитейного завода в Коулбрукдейле. При нём завод был расширен, доменный процесс значительно улучшен. Выплавка чугуна на его заводе выросла до небывалых тогда ни у кого ещё размеров — 1365 пудов в неделю. Однако процесс внедрения кокса в Англии шел медленно, и ещё в 1747 году завод в Коулбрукдейле был единственным, где доменная плавка производилась на коксе.